# Connarus elsae
Connarus elsae är en tvåhjärtbladig växtart som beskrevs av E. Forero. Connarus elsae ingår i släktet Connarus och familjen Connaraceae. Inga underarter finns listade i Catalogue of Life.